# الساكن (حالمين)

تعديل مصدري - تعديل

الساكن هي إحدى قرى عزلة حبيل الريدة بمديرية حالمين التابعة لمحافظة لحج، بلغ تعداد سكانها 191 نسمة حسب تعداد اليمن لعام 2004.